# Aponogeton longiplumulosus
Aponogeton longiplumulosus, auch Gewellte Madagaskar-Wasserähre genannt, ist eine amphibisch lebende Pflanzenart aus der Familie der Wasserährengewächse.

## Beschreibung
Diese mehrjährige krautige Pflanze bildet eine Knolle aus. Die Blätter sind bandförmig und am Rand gewellt und wachsen aus einer Rosette heraus. Die Blattoberfläche ist dunkelgrün. Ihre Wuchshöhe beträgt 40 bis 50 Zentimeter. Diese Pflanzenart entwickelt einen dunkelvioletten zweijährigen Blütenstand.
Die Chromosomenzahl beträgt 2n = 38 oder etwa 58.

## Vorkommen
Diese Art hat ihr natürliches Verbreitungsgebiet im nördlichen Madagaskar.

## Verwendung in der Aquaristik
Wie eine ganze Reihe der Wasserähren wird auch diese Pflanzenart im Fachhandel zur Bepflanzung von Aquarien angeboten. Diese Wasserährenart gehört jedoch bereits zu den leicht anspruchsvolleren Aquarienpflanzen, sie benötigt unter anderem eine Ruhezeit, in der sich die Knolle regenerieren kann. Auch im Aquarium kann  sich der attraktive dunkelviolette Blütenstand mit seiner namensgebenden langen Sprossachse (Plumula) entwickeln, selten bilden sich jedoch Samen aus. Der Lichtbedarf der Pflanze ist mittel bis hoch. Sie benötigt Wassertemperaturen zwischen 22 und 26 Grad Celsius. Sie eignet sich im Aquarium für die Bepflanzung des Hintergrunds und der Mittelzone und kann auch als Solitärpflanze verwendet werden. Aufgrund der Größe sollte das Aquarium, in dem sie gepflegt wird, mindestens 200 Liter Wasser fassen. Die Nachzucht ist bis jetzt nicht häufig gelungen; die Vermehrung über Samen gilt als schwierig.